# Bulgarien i olympiska sommarspelen 1988
Bulgarien deltog i de olympiska sommarspelen 1988 med en trupp bestående av 171 deltagare, och totalt erövrade landet 35 medaljer.

## Basket
Damer
Gruppspel
| Lag           | V | F | PF  | PA  | PD  | Poäng | Tie   |
| ------------- | - | - | --- | --- | --- | ----- | ----- |
| Australien    | 2 | 1 | 178 | 196 | −18 | 5     | 1V–0F |
| Sovjetunionen | 2 | 1 | 208 | 188 | +20 | 5     | 0V–1F |
| Bulgarien     | 1 | 2 | 217 | 241 | −24 | 4     | 1V–0F |
| Sydkorea      | 1 | 2 | 244 | 222 | −22 | 4     | 0V–1F |

## Boxning
Lätt flugvikt
- Ivailo Marinov →  Guld
  - Första omgången — Bye
  - Andra omgången — Besegrade Mark Epton (GBR), 5:0
  - Tredje omgången — Besegrade Henry Martínez (ESA), 5:0
  - Kvartsfinal — Besegrade Alexander Makhmutov (URS), 5:0
  - Semifinal — Besegrade Leopoldo Serrantes (PHI), 5:0
  - Final — Besegrade Michael Carbajal (USA), 5:0

Flugvikt
- Serafim Todorov
  - Första omgången — Besegrade David Griman (VEN), 4:1
  - Andra omgången — Besegrade Setsuo Segawa (JPN), 5:0
  - Tredje omgången — Besegrade Gamal El-Komy (EGY), walk-over
  - Kvartsfinal — Förlorade mot Kim Kwang-Sun (KOR), 1:4

Bantamvikt
- Aleksandar Khristov →  Silver
  - Första omgången — Besegrade Peter Anok (SUD) 4:1
  - Andra omgången — Besegrade Byun Jung-Il (KOR) 4:1
  - Tredje omgången — Besegrade Jimmy Majanya (SWE) 5:0
  - Kvartsfinal — Besegrade Alexander Artemev (URS) 3:2
  - Semifinal — Besegrade Jorge Julio Rocha (COL) 3:2
  - Final — Förlorade mot Kennedy McKinney (USA) 0:5

Fjädervikt
- Kirkor Kirkorov
  - Första omgången — Besegrade Diego Drumm (GDR), 5:0
  - Andra omgången — Besegrade Jamie Pagendam (CAN), walk-over
  - Tredje omgången — Förlorade mot Lee Jae-Hyuk (KOR), 0:5

Lättvikt
- Emil Chuprenski
  - Första omgången — Bye
  - Andra omgången — Besegrade Eduardo de la Peña (GUA), RSC-2
  - Tredje omgången — Besegrade Mark Kennedy (JAM) 5:0
  - Kvartsfinal — Förlorade mot Romallis Ellis (USA) 2:3

Lätt weltervikt
- Borislav Abadzhiev
  - Första omgången — Förlorade mot Vukasin Dobrasinovic (YUG) 2:3

Weltervikt
- Khristo Furnigov
  - Första omgången — Bye
  - Andra omgången — Besegrade Gregory Griffiths (BAR), KO-1
  - Tredje omgången — Besegrade Abdoukerim Hamidou (TOG) 5:0
  - Kvartsfinal — Förlorade mot Robert Wangila (KEN) 0:5

Lätt mellanvikt
- Angel Stoyanov
  - Första omgången — Bye
  - Andra omgången — Förlorade mot Torsten Schmitz (GDR) 2:3

Lätt tungvikt
- Deyan Kirilov
  - Första omgången — Förlorade mot Damir Škaro (YUG) 2:3

Tungvikt
- Svilen Rusinov
  - Första omgången — Bye
  - Andra omgången — Förlorade mot Andrzej Golota (POL) 0:5

Supertungvikt
- Petar Stoimenov
  - Första omgången — Bye
  - Andra omgången — Förlorade mot Peter Hrivnák (TCH) RSC-2

## Friidrott
Herrarnas 5 000 meter
- Evgeni Ignatov
  - Final — 13:26,41 (→ 8:e plats)

Herrarnas 10 000 meter
- Evgeni Ignatov
  - Heat — 28:15,63
  - Final — 28:09,32 (→ 12:e plats)

Herrarnas 400 meter häck
- Toma Tomov
  - Heat — 49,66
  - Semifinal — 48,90 (→ gick inte vidare)

Herrarnas 20 kilometer gång
- Lyubomir Ivanov
  - Final — 1:28:43 (→ 43rd place)

Herrarnas stavhopp
- Atanas Tarev
  - Heat — no mark (→ gick inte vidare, no ranking)

Herrarnas tresteg
- Khristo Markov
  - Kval — 16,91m
  - Final — 17:61m (→  Guld)

Herrarnas kulstötning
- Gueorgui Todorov
  - Kval — 19,68m (→ gick inte vidare)

Herrarnas diskuskastning
- Gueorgui Gueorguiev
  - Kval — 61,34m
  - Final — 61,24m (→ 11:e plats)

Herrarnas släggkastning
- Ivan Tanev
  - Kval — 76,24m
  - Final — 76,08m (→ 8:e plats)

- Plamen Minev
  - Kval — 74,46m (→ gick inte vidare)

- Viktor Apostolov
  - Kval — 71,10m (→ gick inte vidare)

Damernas 100 meter
- Anelia Nuneva
  - Semifinal — 11,00
  - Final — 11,49 (→ 8:e plats)

Damernas 200 meter
- Nadezhda Georgieva
  - Semifinal — 22,67 (→ gick inte vidare)

Damernas 100 meter häck
- Yordanka Donkova
  - Semifinal — 12,58
  - Final — 12,38 (→  Guld)

- Ginka Zagorcheva

Damernas 4 x 100 meter stafett
- Tsvetanka Ilieva, Valya Demireva-Valova, Nadezhda Georgieva och Yordanka Donkova
  - Final — 43,02 (→ 5:e plats)

Damernas höjdhopp
- Stefka Kostadinova
  - Final — 2,01m (→  Silver)

- Lyudmila Andonova
  - Final — 1,93m (→ 5:e plats)

Damernas spjutkastning
- Antoaneta Selenska
  - Kval — 64,60 m
  - Final — 56,78 m (→ 11:e plats)

Damernas diskuskastning
- Tsvetanka Khristova
  - Kval — 65,92m
  - Final — 69,74m (→  Brons)

- Svetla Mitkova
  - Kval — 64,68m
  - Final — 69,14m (→ 4:e plats)

Damernas kulstötning
- Svetla Mitkova
  - Kval — 19,53m
  - Final — 19,09m (→ 10:e plats)

Damernas sjukamp
- Svetla Dimitrova
  - Slutligt resultat — 6171 poäng (→ 12:e plats)

## Fäktning
Herrarnas sabel
- Vasil Etropolski
- Khristo Etropolski
- Nikolay Marincheshki

Herrarnas sabel, lag
- Khristo Etropolski, Vasil Etropolski, Nikolay Marincheshki, Nikolay Mateev, Georgi Chomakov

## Tennis
| Katerina Maleeva                 | Damsingel | BYE  | Gisele Miró (BRA) W 7-5, 6-1  | Pam Shriver (USA) L 3-6, 6-3, 2-6                     | Gick inte vidare                 | Gick inte vidare                   | Gick inte vidare | Gick inte vidare | Gick inte vidare | Gick inte vidare |
| Manuela Maleeva                  | Damsingel | BYE  | Mercedes Paz (ARG) W 6-1, 6-2 | Catarina Lindqvist (SWE) W 6-1, 6-0                   | Raffaella Reggi (ITA) W 6-3, 6-4 | Gabriela Sabatini (ARG) L 1-6, 1-6 | Gick inte vidare |                  |                  |                  |
| Manuela Maleeva Katerina Maleeva | Damdubbel | i.u. | i.u.                          | Elizabeth Smylie Wendy Turnbull (AUS) W 2-6, 6-3, 0-6 | Gick inte vidare                 | Gick inte vidare                   | Gick inte vidare | Gick inte vidare | Gick inte vidare | Gick inte vidare |